# Qingdaoella
Qingdaoella is een geslacht van mosdiertjes uit de familie van de Tubuliporidae en de orde Cyclostomatida. De wetenschappelijke naam ervan werd in 2019 voor het eerst geldig gepubliceerd door Liu, Liu & Zágoršek.

## Soorten
- Qingdaoella conaria Liu, Liu & Zágoršek, 2019
- Qingdaoella concinna (MacGillivray, 1885)
- Qingdaoella miaotiao Liu, Liu & Zágoršek, 2019